# Newtown St. Boswells
Newtown St. Boswells (in gaelico scozzese Baile Ùr Chille Bhoisil) è il capoluogo dell'area amministrativa scozzese delle Scottish Borders, nel Regno Unito. Fa parte di una fascia di centri abitati disposti sulle strade A7 ed A68, che comprende Galashiels, Melrose e St. Boswells. Secondo le stime del 2004, Newtown St. Boswells ha una popolazione di circa 1 190 abitanti.

## Storia
Nonostante il nome faccia pensare ad una delle città che furono create negli anni '50 del XX secolo nel Regno Unito per far fronte ai problemi di sovrappopolazione, Newtown era un borgo di una certa importanza già nel XVI secolo (le prime testimonianze scritte risalgono al 1529). Nel corso della sua storia, la città fu conosciuta con nomi diversi, quali Newtoune, Newtown of Eildon, Neuton e Newtown of Dryburgh.

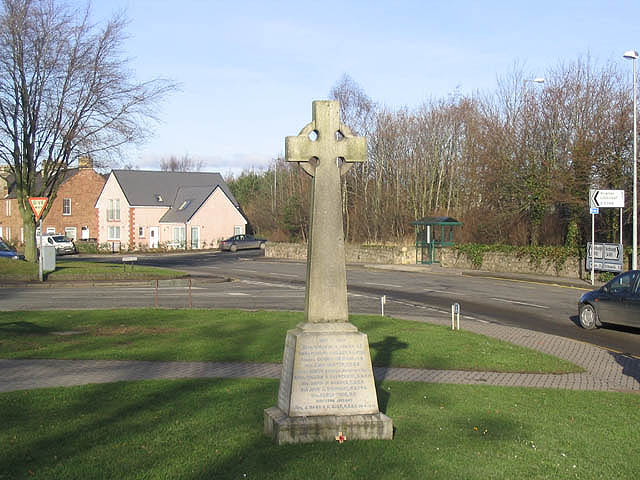
Il memoriale di guerra situato di fronte alla sede amministrativa delle Scottish Borders a Newtown St Boswells (foto Eileen Henderson).

In passato, Newtown St. Boswells era un centro per la macinazione dei cereali, grazie ai mulini costruiti sui piccoli corsi d'acqua della zona. In seguito, grazie all'apertura di una stazione ferroviaria nel 1849, il villaggio divenne un centro per l'esportazione del bestiame e dei prodotti agricoli della regione. Questo ruolo è andato scemando dopo la chiusura della stazione nel 1969.
Nel 1975 la città è diventata il capoluogo della regione amministrativa delle Scottish Borders, dopo essere stata in precedenza capoluogo della contea del Roxburghshire.

## Commercio
Il centro di Newtown St. Boswells è caratterizzato dalla presenza di un grande mercato del bestiame, che dovrebbe però presto essere trasferito ad est della città. Il nuovo mercato dovrebbe essere il più grande in Scozia ed essere dotato anche un centro visitatori. Lo spostamento del mercato permetterebbe la trasformazione dell'attuale sito del mercato in zona residenziale, come parte di un controverso piano per la costruzione di 900 nuove abitazioni per i pendolari della futura linea ferroviaria Edimburgo-Carlisle.